# Raymond Harrison
Pour les articles homonymes, voir Harrison.
Raymond Harrison, né le 4 août 1929 à Londres et mort en 2000 à une date inconnue, est un escrimeur britannique.
Il participe aux Jeux olympiques d'été de 1960 à Rome où il remporte la médaille d'argent dans l'épreuve de l'épée par équipes.

## Palmarès

### Jeux olympiques d'été
- Jeux olympiques de 1960 à Rome (Italie).
  -  Médaille d'argent à l'épée par équipes.